# Сулистья, Мария Люсия Ратна
Мари́я Люси́я Ра́тна Сули́стья (индон. Maria Lucia Ratna Sulistya; род. 14 января 1975) — индонезийская шахматистка, международный мастер среди женщин (1993), дважды побеждала на чемпионате Индонезии по шахматам среди женщин (1993, 1995).

## Биография
В 1992 году в Буэнос-Айресе Мария Люсия Ратна Сулистья завоевала бронзовую медаль на Чемпионате мира по шахматам среди девушек в возрастной группе до 20 лет. Она дважды выигрывала чемпионат Индонезии по шахматам среди женщин: в 1993 и в 1995 годах. В 1993 году Мария Люсия Ратна Сулистья участвовала в межзональном турнире по шахматам среди женщин в Джакарте, где заняла 29-е место. В 1998 году в Куала-Лумпуре она разделила 10-е место на чемпионате Азии по шахматам среди женщин.
Представляла сборную Индонезии на крупнейших командных шахматных турнирах:
- в шахматных олимпиадах участвовала четыре раза (1990—1996);
- в командном чемпионате Азии по шахматам среди женщин участвовала в 1995 году[4].

В 1993 году она была удостоена ФИДЕ звания международного мастера среди женщин (WIM).

## Изменения рейтинга
| Графики недоступны из-за технических проблем. См. информацию на Фабрикаторе и на mediawiki.org. |